# Osunlade
Osunlade, artiestennaam van Christian Carlos Warren (Saint Louis (Missouri), 13 maart 1969), is een Amerikaanse dj en producer van deephouse. Hij heeft een grote fascinatie voor de Yoruba-cultuur en refereert daar in zijn muziek regelmatig aan. Zo is ook zijn artiestennaam gebaseerd op Yoruba-god Osun. Hij heeft diverse albums uitgebracht. Ook is hij actief als dj.

## Biografie
Als kind wordt zijn muziekliefde gewekt door pianoles en zit hij in het kerkkoor. Als hij 17 is verhuist hij naar Los Angeles om daar zijn geluk te beproeven in de muziek. Hij weet een baan te vinden als producer in een muziekstudio. Daar maakt hij muziek voor onder andere India.Arie, Patti LaBelle, Freddie Jackson en Sesame Street. 
In 1999 stopt hij met het anonieme bestaan in de studio en begint hij voor zichzelf. Hij richt het label Yoruba Records op, om daar eigen materiaal op uit te brengen. Dat begint met de ep Natives Tongue. In 2001 brengt hij met Paradigm zijn eerste album uit, waarop verfijnde deephouse is te horen. Vijf jaar later verschijnt Aquarian Moon. Dit album maakt hij in een periode dat hij op Santorini verblijft en is een hommage aan de cultuur op het Griekse eiland. Hij laat zich op het album bijstaan door een aantal gastmuzikanten voor aanvullend gitaar en blazerswerk. Daarna blijft hij met regelmaat nieuwe albums uitbrengen. Hij gaat ook samenwerken met producer Afede Iku, die een leerling van hem wordt.  
Op het album Rebirth (2009) maakt hij een uitstapje naar Soul en dat komt tot uiting in meer song gericht materiaal. Op Pyrography (2011) keert hij weer terug naar deephouse. Op het album gaat hij wat meer in op zijn Yorubareligie fascinatie en bij de release verschijnt ook een boek met informatie over de Yoruba-cultuur en foto's en artwork. Om dit te realiseren werkt hij samen met  kunstenaar Scott Marr. Van het album wordt de track Envision een succes in clubs, mede door een remix van Âme. Op A Man With No Past Originating The Future (2013) spelen sings weer een wat grotere rol. Naast Soul laat hij ook Latin een belangrijke rol spelen. In 2019 brengt hij Space Noise (2019) uit, wat een verzameling is van eerder onuitgebracht materiaal.  
Na meerdere omzwerzingen keert hij in 2020 weer opnieuw terug naar de basis met deephouse album Basic Sketches For Beginners.

## Discografie

### Albums
- Paradigm (Soul Jazz Records, 2001)
- Aquarian Moon (BBE, 2006)
- Elements Beyond (Strictly Rhythm, 2007)
- Rebirth (Yoruba Records, 2009)
- Pyrography (Yoruba Records, 2011)
- A Man With No Past Originating The Future (Yoruba Records, 2013)
- Peacock (Yoruba Records, 2014)
- The Quieter You Become The More You Hear (Yoruba Soul, 2018)
- Space Noise (Yoruba Records, 2019)
- Basic Sketches For Beginners (Yoruba Records, 2020)
- Moss (Yoruba Records, 2020)
- Aché (Yoruba Soul, 2021)
- iAmone (Yoruba Soul, 2021)
- Spectrum (Yoruba Records, 2022)